# Мангуб тюркюси
«Мангуб тюркюси» (Мангуп туркусы) — караїмська пісня кримсько-татарською мовою віднайдена Борисом Кокенаєм в зібранні його батька. В пісні, в поетичній формі, розкриваються душевні переживання викликані нападом та руйнуванням фортеці Мангуп в 1793 році.

## Назва й історія рукопису
Давній рукопис «Мангуб тюркюси», записаний караїмською мовою, написаний невідомим автором. Цей текст віднайшов караїмський краєзнавець та дослідник Борис Кокенай, коли опрацьовував записи свого батька Якова Кокеная (також караїмського збирача та меламеда). Назва твору перекладається з кримськотатарської мови: дослівно — «Мангупська пісня», або ж довільно — Пісня про Мангуп.
Мангуб тюркюсі (у перекладі з кримськотатарської мови «Мангупська пісня» або «Пісня про Мангуп») - пісня караїмською кримсько-татарською мовою, що розповідає про душевні переживання автора (називає себе «дертлі Сімха» - «страждаючий Сімха»), викликаних нападом на Мангуп невідомих ворогів («душманлар») і руйнуванням його в 1793 році.
Наприкінці свого життя (60-і роки ХХ століття) Борис Кокенай спізнався із караїмським дослідником та літератором Давидом Гумушем, якого він залучив до обробки батьківського запису. Гумушу довелося робити транслітерацію поезії (написаної єврейською графікою), а потім переклав її російською мовою і використав у своїй роботі «Мангуп і караїми», як одне з головних джерел (смерть автора не дозволила опублікувати його роботу).
Роками пізніше, дослідникам вдалося відшукати ще кілька рукописів цієї пісні, віднайдені в бібліотеці Литовської Академії Наук (в особистому книжково-документальному фонді С. М. Шапшала) та особистому фонді Шемаї Авраамовіча Фірковіча (сина Авраама Фірковича). Стільки джерел стали підтвердженням автентичності караїмської пісні.

## Зміст
В своїй пісні караїм Сімха описує події кінця XVIII століття, коли була знищена фортеця Мангуп. Поміж авторських поетичних переживань дослідники визначили обставини захоплення та руйнування караїмської твердині та розселення їх по Криму. Крім того автор вказує і точну дату подій — 1793 рік (що цілком припадає і передує подіям російсько-турецьких військових зіткнень за Крим). Цей твір став першим конкретизуючим джерелом розграбування і знищення Мангупа.
|  | Ходжа, ходжа! Къарлы дагълар витанын дан Айырылан – агълар Дерхунума бир от душ ди Джигерчигим йанар агъларым Бири бирилен савушта Акъыл да къалмады башда Беш бинъ беш йуз элли уч дэ Бузул ды-йанар агъларым Ашкъын дересини ашдым Вардым йат эллере душ дим Мал дан, мелал дан ваз геч дим Гидерим – йанар агъларым Къонджа дерлер, дигиль гуль ден Гоньлюм хъеч айырылмаз сен ден Иншаллахъ йапулыр тез ден Денерим – йанар агълары Йоллары гечильмез даш тан Гозим йаши гечер баш дан Айырылмаз дост дан эш ден Денерим – йанар агъларым Сувы вэ мевахъсы оксек дагълар Эшитенлер бевле севлер: Ибадет игдигим эвлер, Виран дыр — йанар агъларым Сагъындыгъым оксек дагълар Йузум кулер къальбим агълар Виран къалды Мангуп дер лер Витан дыр — йанар агъларым Сагъындыгъым оксек дагълар Йузум кулер къальбим агълар Хакъ назарын олан агълар Виран дыр – йанар агъларым Дилегим вар хъер гун санъа Душманларым хакъ дан була Банъа дер лер дертли Симха Олунче йанар агъларым |

Уже пізніше, дослідники утвердилися, що описані в пісні події таки мали місце саме на 5553 рік від створення світу (за караїмським літочисленням). Суперечка ведеться тільки щодо нападників, які зруйнували фортецю. Дан Шапіро вважає, що «душманларами» могли бути росіяни, оскільки саме в ті часи вони захоплювали Крим. Історик Микола Кизилов, опублікувавши свою працю «До історії караїмської громади Мангупа», висловив припущення, що це могли бути загони знатного татарського роду Балатукових, оскільки ця родина впродовж ста років (XIX - початок ХХ століття) володіли цими землями.

## Видання і переклади
Першим, хто намагався опублікувати караїмський поетичний раритет був караїмознавець Гумуш Давид у своєму історичному дослідженні, якого так і не опублікував. Хоча саму пісню-оповідь про загибель фортеці Мангуп він повністю опрацював.
Перша ж публікація з'явилася в 2001 році, її здійснила Дана Шапіра в США у своїй праці «A karaim poem in Crimean-Tatar from Mangup: a Source for Jewish-Turkish History» (Judaeo-Turcica III. 2001).
Наступного року Дана Шапіра опублікувала свою працю російською мовою у Віснику Єврейського університету в Москві під назвою «Караїмська «Пісня про Мангуп» 1793 року: нове джерело для історії караїмів Криму» уже з трьома першоджерелами: текст Якова Кокеная (оброблений Давидом Гумушем), запис С. М. Шапшала та текст Фірковича.